# Pete Williams
Robert Eric "Pete" Williams (Harbor City, California, 10 de marzo de 1965) es un exjugador de baloncesto estadounidense que disputó dos temporadas en la NBA, y diez más en el baloncesto turco. Con 2,01 metros de estatura, jugaba en la posición de alero.

## Trayectoria deportiva

### Universidad
Tras pasar dos años en el Mt. San Antonio College, jugó durante dos temporadas con los Wildcats de la Universidad de Arizona, en las que promedió 13,4 puntos y 9,2 rebotes por partido. En ambas fue incluido en el mejor quinteto de la Pacific-10 Conference.

### Profesional
Fue elegido en la octogésimo novena posición del Draft de la NBA de 1985 por Denver Nuggets, donde en su primera temporada, siendo una de las últimas opciones en el banquillo para su entrenador, Doug Moe, promedió 2,8 puntos y 2,8 rebotes por partido.
Al año siguiente, tras cinco partidos disputados, abandonó el equipo, alegando circunstancias personales y agotamiento, retirándose definitivamente.

## Estadísticas de su carrera en la NBA

### Temporada regular
| Temporada | Edad | Equipo         | Liga | P  | TIT | MIN  | TC  | TCA | %TC  | 3P  | 3PA | %3P | TL  | TLA | %TL  | R.OF. | R.DEF. | REB | ASIS | ROB | TAP | PER | FP  | PTS |
| 1985-86   | 20   | Denver Nuggets | NBA  | 53 | 11  | 10.8 | 1.3 | 2.1 | .604 | 0.0 | 0.0 |     | 0.3 | 0.8 | .425 | 0.9   | 1.9    | 2.8 | 0.3  | 0.4 | 0.4 | 0.4 | 1.3 | 2.8 |
| 1986-87   | 21   | Denver Nuggets | NBA  | 5  | 0   | 2.0  | 0.2 | 0.4 | .500 | 0.0 | 0.0 |     | 0.0 | 0.0 |      | 0.0   | 0.2    | 0.2 | 0.2  | 0.0 | 0.0 | 0.2 | 0.2 | 0.4 |
| Total     |      |                | NBA  | 58 | 11  | 10.1 | 1.2 | 1.9 | .602 | 0.0 | 0.0 |     | 0.3 | 0.7 | .425 | 0.8   | 1.7    | 2.5 | 0.3  | 0.3 | 0.4 | 0.3 | 1.2 | 2.6 |

### Playoffs
| Temp.   | Edad | Equipo         | Liga | P | MIN | TCA | TC | 3PA | 3P | TLA | TL | R.OF. | REB | ASIS | ROB | TAP | PER | FP | PTS | %TC  | %3P  | %FT | MIN | PTS | REB | AST |
| 1985-86 | 20   | Denver Nuggets | NBA  | 4 | 18  | 2   | 4  | 0   | 1  | 0   | 0  | 1     | 4   | 3    | 0   | 0   | 0   | 2  | 4   | .500 | .000 |     | 4.5 | 1.0 | 1.0 | 0.8 |
| Total   |      |                | NBA  | 4 | 18  | 2   | 4  | 0   | 1  | 0   | 0  | 1     | 4   | 3    | 0   | 0   | 0   | 2  | 4   | .500 | .000 |     | 4.5 | 1.0 | 1.0 | 0.8 |